# Rîbnița
Rîbnița, cũng viết Râbniţa (Rumani: Rîbniţa, Râbniţa, Ukraina: Рибниця Rybnytsia, tiếng Nga: Рыбница, Rybnitsa, Ba Lan: Rybnica) là một thành phố ở Moldova. Thành phố này là dưới sự quản lý của chính phủ ly khai Transnistria. Theo điều tra dân số năm 2004 tại Transnistria, có dân số 53.648 người. Rîbniţa là nằm ở nửa phía bắc của Transnistria, trên bờ trái của Dniester, và được tách ra từ sông một con đập bê tông. Thành phố này là chỗ của Rîbniţa sub-huyện.

## Lịch sử
Rîbnița được lập năm 1628. Năm 1657, Rîbnița đã được đề cập trong các tài liệu là một thị trấn quan trọng, lúc đó thuộc Vương quốc Ba Lan. Các ảnh hưởng mạnh mẽ của Tây Âu có thể nhìn thấy ở thị xã từng thuộc Ba Lan này. Năm 1793, Rîbnița chuyển từ Ba Lan sang Nga.